# Circonscription de la Messénie
La circonscription de la Messénie (en grec Εκλογική περιφέρεια Μεσσηνίας) est une circonscription législative de la Grèce. Elle correspond au territoire du nome de Messénie. Elle compte 201 357 électeurs inscrits en janvier 2015.

Situation de la circonscription de la Messénie

## Élections législatives de mai 2012

### Résultats
La circonscription de la Messénie élit cinq députés en mai 2012. Les élections ont lieu au scrutin proportionnel plurinominal avec prime majoritaire et un seuil de représentation de 3 % des suffrages exprimés au niveau national.
113 245 électeurs se sont exprimés sur 204 785 inscrits, soit un taux de participation de 55,30 %. Parmi les vingt-trois listes candidates, quatre listes obtiennent au moins un siège dans la circonscription.
| Rang | Liste                              | Nombre de voix | Pourcentage des voix | Nombre de sièges |
| ---- | ---------------------------------- | -------------- | -------------------- | ---------------- |
| 1    | Nouvelle Démocratie                | +37 248,       | 33,60 %              | 2                |
| 2    | Mouvement socialiste panhellénique | +15 232,       | 13,74 %              | 1                |
| 3    | SYRIZA                             | +14 775,       | 13,33 %              | 1                |
| 4    | Aube dorée                         | +09 044,       | 8,16 %               | 1                |
| 5    | Parti communiste de Grèce          | +08 126,       | 7,33 %               | 0                |
| 6    | Grecs indépendants                 | +06 635,       | 5,99 %               | 0                |
| 7    | Gauche démocrate                   | +04 890,       | 4,41 %               | 0                |

### Députés

#### Nouvelle Démocratie
La liste de la Nouvelle Démocratie est en tête et obtient deux sièges.
| Rang | Nom                  | Nombre de voix |
| ---- | -------------------- | -------------- |
| 1    | Antónis Samarás      | +37 248,       |
| 2    | Ioannis Lambropoulos | +14 156,       |

#### Mouvement socialiste panhellénique
La liste du Mouvement socialiste panhellénique est deuxième et obtient un siège.
| Rang | Nom                        | Nombre de voix |
| ---- | -------------------------- | -------------- |
| 1    | Konstantina Giannakopoulou | +07 266,       |

#### SYRIZA
La liste de la SYRIZA est troisième et obtient un siège.
| Rang | Nom                 | Nombre de voix |
| ---- | ------------------- | -------------- |
| 1    | Athanásios Petrákos | +05 468,       |

#### Aube dorée
La liste d'Aube dorée est quatrième et obtient un siège.
| Rang | Nom                  | Nombre de voix |
| ---- | -------------------- | -------------- |
| 1    | Dimítrios Koukoútsis | +03 775,       |

## Élections législatives de juin 2012

### Résultats
La circonscription de la Messénie élit cinq députés en juin 2012. Les sièges sont répartis à l'issue d'un scrutin proportionnel plurinominal avec prime majoritaire entre les listes ayant obtenu au moins 3 % des suffrages exprimés au niveau national.
109 179 électeurs se sont exprimés sur 204 797 inscrits, soit un taux de participation de 53,31 %. Parmi les dix-huit listes candidates, trois listes obtiennent au moins un siège dans la circonscription.
| Rang | Liste                              | Nombre de voix | Pourcentage des voix | Nombre de sièges |
| ---- | ---------------------------------- | -------------- | -------------------- | ---------------- |
| 1    | Nouvelle Démocratie                | +44 959,       | 41,59 %              | 3                |
| 2    | SYRIZA                             | +23 293,       | 21,55 %              | 1                |
| 3    | Mouvement socialiste panhellénique | +12 590,       | 11,65 %              | 0                |
| 4    | Aube dorée                         | +08 384,       | 7,76 %               | 1                |
| 5    | Gauche démocrate                   | +04 798,       | 4,44 %               | 0                |
| 6    | Parti communiste de Grèce          | +04 468,       | 4,13 %               | 0                |
| 7    | Grecs indépendants                 | +04 437,       | 4,11 %               | 0                |

### Députés

#### Nouvelle Démocratie
La liste de la Nouvelle Démocratie est en tête et obtient trois sièges.
| Rang | Nom                  |
| ---- | -------------------- |
| 1    | Antónis Samarás      |
| 2    | Ioannis Lambropoulos |
| 3    | Dimitris Sabaziotis  |

#### SYRIZA
La liste de la SYRIZA est deuxième et obtient un siège.
| Rang | Nom                 |
| ---- | ------------------- |
| 1    | Athanásios Petrákos |

#### Aube dorée
La liste d'Aube dorée est quatrième et obtient un siège.
| Rang | Nom                  |
| ---- | -------------------- |
| 1    | Dimítrios Koukoútsis |

## Élections législatives de janvier 2015

### Résultats
La circonscription élit cinq députés en janvier 2015. Les sièges sont répartis à l'issue d'un scrutin proportionnel plurinominal avec prime majoritaire entre les listes ayant obtenu au moins 3 % des suffrages exprimés au niveau national.
108 259 électeurs se sont exprimés sur 201 357 inscrits, soit un taux de participation de 53,76 %. Parmi les seize listes candidates, deux listes obtiennent au moins un siège dans la circonscription.
| Rang | Liste                              | Nombre de voix | Pourcentage des voix | Nombre de sièges |
| ---- | ---------------------------------- | -------------- | -------------------- | ---------------- |
| 1    | Nouvelle Démocratie                | +40 037,       | 37,96 %              | 1                |
| 2    | SYRIZA                             | +33 504,       | 31,76 %              | 4                |
| 3    | Aube dorée                         | +07 594,       | 7,20 %               | 0                |
| 4    | Parti communiste de Grèce          | +05 207,       | 4,94 %               | 0                |
| 5    | Mouvement socialiste panhellénique | +04 524,       | 4,29 %               | 0                |
| 6    | La Rivière                         | +04 270,       | 4,05 %               | 0                |
| 7    | Grecs indépendants                 | +02 831,       | 2,68 %               | 0                |

### Députés
La répartition des sièges au sein de chaque liste élue dépend du nombre de voix obtenues individuellement par chaque candidat, suivant le système du vote préférentiel. Dans la circonscription de la Messénie, les listes peuvent comporter jusqu'à sept candidats. Les électeurs peuvent exprimer un vote préférentiel pour un maximum de deux candidats sur la liste pour laquelle ils votent.

#### Nouvelle Démocratie
La liste de la Nouvelle Démocratie est en tête et obtient un siège.
| Rang | Nom             | Nombre de voix |
| ---- | --------------- | -------------- |
| 1    | Antónis Samarás | +40 037,       |

#### SYRIZA
La liste de la SYRIZA est deuxième et obtient quatre sièges.
| Rang | Nom                           | Nombre de voix |
| ---- | ----------------------------- | -------------- |
| 1    | Athanasios Petrakos           | +13 566,       |
| 2    | Panagiota Kozomboli-Amanatidi | +07 504,       |
| 3    | Eleni Psarrea                 | +06 279,       |
| 4    | Petros Konstantineas          | +06 144,       |